# El·linikí Radiofonia Tileórasi
El·linikí Radiofonia Tileórasi (en grec: Ελληνική Ραδιοφωνία Τηλεόραση, "RadioTelevisió Hel·lènica"), coneguda per les seves sigles ERT, és la corporació de ràdio i televisió pública de Grècia, fundada el 1938 i segueix en emissió, encara que va ser clausurada entre el 12 de juny de 2013 i el 10 de juny de 2015. ERT és membre de la Unió Europea de Radiodifusió (UER) i, des de la dècada del 1970, formava part del Festival de la Cançó d'Eurovisió, organitzat per UER.

## Serveis
Va arribar a gestionar diversos canals de televisió, cinc cadenes de ràdio i una àmplia xarxa d'emissores locals i regionals:

### Ràdio
En el moment del seu tancament, la ràdio grega comptava amb cinc cadenes:
- Proto Programa, anteriorment coneguda com a NET FM
- Deftero Programa
- Trito Programa
- ERA Sport
- "Veu de Grècia" (Η Φωνή της Ελλάδας), emissora internacional

Kosmos i Filia podien sincronitzar-se amb freqüència modulada (FM) a Atenes i Corint, i més de dinou ràdios regionals de FM abastien la seva xarxa local; les de Tessalònica i Macedònia també emetien en ona mitjana (OM).

### Televisió
En el moment del seu tancament, la televisió grega comptava amb tres canals de televisió, els tres primers dels quals eren d'àmbit nacional:
- ERT1, des del 23 de febrer de 1966
- ERT2, des del 27 d'abril de 1967
- ERT3, des del 14 de desembre de 1988
- ERT Sports des del 2011
- ERT News des del 2022
- ERT Kids des del 2023
- ERT Music des del 2023
- Vouli TV des del 1999
- ERT World, a través del senyal internacional per satèl·lit i Internet. Des del 1996

Anteriorment també havien existit els canals temàtics de TDT Ciné+, Sport+, Prisma+, Cinesport+, Studio+ i Info+, que van tancar per la crisi econòmica.

## Tancament
El 19 d'agost de 2011 l'empresa va informar que passaria a ser pública però deixaria de ser estatal.
L'11 de juny de 2013 a la nit, el portaveu del govern grec va anunciar que, atès els problemes econòmics pels quals passava el país, l'empresa deixaria de funcionar el 12 de juny, un cop finalitzada la programació del dia anterior, i que es crearia una nova empresa pública més moderna i eficient, i amb una plantilla més reduïda.
Aquell dia, un cop apagat el senyal i claururat el lloc web, els treballadors, que havien decidit optar per l'autogestió i lluitar contra el tancament, van seguir retransmetent a través d'Internet en streaming, tancats a la seu. Aquests, però, van ser amenaçats de ser arrestats com a ocupants il·legals si no desallotjaven l'edifici, encara que la policia no va intervenir-hi.
Grècia es va convertir, així, en el primer país de la Unió Europea en eliminar el seu servei de radiodifusió pública. El tancament va deixar sense televisió molts grecs, ja que els canals privats no arriben a totes les illes (al voltant d'un 16% del territori).
La mesura va suposar l'acomiadament de tota la plantilla, que constava d'uns 2.600 treballadors, amb la intenció d'estalviar 300 milions d'euros i complint, així, les exigències de la troika europea de retallar 2.000 places de funcionaris el 2013 i 15.000 més durant l'any següent.

### Reaccions
Els empleats de les televisions privades i la premsa escrita es van solidaritzar amb els seus companys fent una vaga d'un dia, mentre que els principals sindicats del país van convocar-ne una de general de 24 hores, prevista per a l'endemà al tancament. Ilias Ilipoulos, el secretari general d'ADEDY, el sindicat dels periodistes del sector públic, va qualificar aquesta mesura de "cop d'estat".
Fora de Grècia, les crítiques van ser generalitzades, entre les quals es troben les de la Federació Internacional de Periodistes i les de Reporters Sense Fronteres, els quals han afirmat que la mesura presa és un "menyspreu a la democràcia" i han demanat una rectificació.
La Comissió Europea, d'altra banda, va aplaudir la decisió adoptada pel govern.

## NERIT
El 12 de juny de 2013 el govern d'Andonis Samaràs va anunciar que ERT seria reemplaçada per Νέα Ελληνική Ραδιοφωνία, Ίντερνετ και Τηλεόραση, NERIT ("Nova Ràdio, Internet i Televisió Hel·lènica") l'agost de 2013 amb una plantilla d'uns 1.000 a 1.200 treballadors, i que se seguiria finançant de la mateixa manera. En 2015 el govern d'Alexis Tsipras va restablir ERT com a televisió pública i NERIT va deixar d'emetre l'11 de juny de 2015.